# Савяк
Са̀вяк или Са̀век (на гръцки: Βαμβακόφυτο, Вамвакофито, катаревуса: Βαμβακόφυτον, Вамвакофитон, до 1928 Σαβιάκον/, Савяко/н) е село в Гърция, в дем Синтика (Сидирокастро) на област Централна Македония.

## География
Селото е разположено в Сярското поле в западното подножие на планината Шарлия, на 5 километра южно от демовия център град Валовища (Сидирокастро) и на 18,5 километра североизточно от Сяр.

## История

### Етимология
Според Йордан Н. Иванов името може би е от сава̀к, дървена преграда за спиране и разпределяне на вода в канал. Според други етимологии е от думата завет, тоест място на завет или от турската дума savaşçı, борец.

### В Османската империя
Според изследванията на Йордан Н. Иванов допреди 200-250 години, селото се е намирало източно от днешното в местността Стария Савек, разположена в западните склонове на Шарлия. Там днес има параклис „Свети Илия“, построен върху основите на по-стар храм. По-късно селото слиза в местността Свети Никола, а още по-късно на днешното си място.
Селото се споменава като Савяк в османски преброителен дефтер от 1454 – 1455 година, като в него живеят 55 християнски семейства, от които шест са начело с вдовица, и едно ислямизирано семейство. Селото е споменато в „Сярска хроника“ на отец Синодин от XVII век: „В 1622 година почина отец Маврудис от село Савикон (Σάβικον), човек на 60 години, иконом, поддържащ винаги сградите на църквата“. По-надолу селото е споменато като Савякон (Σαβίακον).
През XIX век Савяк е чисто българско село, числящо се към Демирхисарска кааза на Серския санджак. Църквата „Свети Георги“ е възрожденска. В 1852 година пътешественика Василиос Николаидис казва, че Савяк има 150 семейства. В 1876 година генералният консул в Сяр Йоанис Папакостопулос казва, че Савяк има 250 семейства и 1250 жители. В „Етнография на вилаетите Адрианопол, Монастир и Салоника“, издадена в Константинопол в 1878 година и отразяваща статистиката на населението от 1873 година, Савяк (Saviak) е посочено като село с 260 домакинства и 850 жители българи. В 1886 година военният Николаос Схинас показва Савяк като селище със 100 християнски семейства. В 1889 година Стефан Веркович пише, че селото има 285 български къщи. В същата 1889 година Спиридон Гопчевич споменава Савяк като селище с 460 къщи сърби християни.
През 1891 година Георги Стрезов пише:
| „ | Савек, голямо село при подножието на Ляля до Сярското поле; то се намира на 1½ час на Ю от Валовища и е граница между Сярско и Демир Хисарско. Земледелци и кираджии. Църква „Св. Никола“, четат гръцки, и в училището учат по гръцки. 290 къщи българе. | “ |

Според статистическите изследвания на Васил Кънчов („Македония. Етнография и статистика“) към 1900 година Савек брои 1600 жители, всичките българи-християни.
По данни на секретаря на Българската екзархия Димитър Мишев („La Macédoine et sa Population Chrétienne“) в 1905 година населението на Савяк е 2080 жители, от които 1120 българи патриаршисти гъркомани и 960 българи екзархисти. В селото функционират българско начално училище с 1 учител и 40 ученици, както и гръцко начално училище с 2 учители и 38 ученици. В 1910 година Халкиопулос пише, че в селото има 1140 християни, от които 500 екзархисти и 640 православни, тоест патриаршисти. На картата на Йоргос Кондоянис от 1910 година селото е посочено като християнско. Гръцка военна статистика от 1912 година показва селото със 1250 жители, от които 650 „гърци славофони“ и 600 „българи схизматици“.
В началото на ХХ век борбата между местните българи-екзархисти и гъркоманите-патриаршисти довежда до сбивания и убийства. След като гъркоманите успяват да се наложат и в църквата се служи само на гръцки език, а екзархистите не се задоволяват с малката църква „Свети Никола“ над селото, последните построяват отделна църква в Савек. До нея, в 1911 година построяват сграда на българското училище, която замества Толевата къща, служила преди това за тези цели.
При избухването на Балканската война в 1912 година 6 души от Савяк са доброволци в Македоно-одринското опълчение. На 16 октомври 1912 година трима савеклии са сред българите, изгорени от турците в казармата на Демир-Хисар.

### В Гърция
Савяк е освободено от османска власт през октомври 1912 година по време на Балканската война от български войскови части. Селото попада в пределите на Гърция след Междусъюзническата война в 1913 година. Селото става община, към която принадлежи и съседното Камарето.
До 1915 година в селото са заселени 7 семейства с 50 души бежанци, а 80 души се изселват в България.
В края на 1916 година, по време на Първата световна война, селото е окупирано от българската армия. След загубата на войната от България, през есента на 1918 година българите-екзархисти се преселват в България заедно с изтеглящата се българска войска. По Ньойския договор са ликвидирани 37 имота. През 1944 година, избягват още 15-20 семейства. Най-много наследници на бежанци от Савяк днес живеят в Петрич, Кулата, Сандански.
В 1924 година Камарето се отделя от община Савяк в самостоятелна община.
Общината иска да промени българското име на селото на Калитеа (тоест Хубава гледка на гръцки), но това име получава валовищката Баир махала и през 1928 година Савяк е преименувано от гръцките власти на Вамвакофитон. В селото са заселени трима мъже, бежанци след Малоазийската катастрофа.
По време на Втората световна война, през март 1941 година гръцките власти заточават на остров Хиос трима савеклии, освободени през май същата година от германски войски. През 1942 година Димитър и Божидар Божикови пишат, че Савек има 166 къщи с около 1300 жители. Българският език е запазен „чист и старинен“, момите в селото пеят български народни песни. Гръцкото владичество е оказало своето влияние върху националното съзнание на част от жителите на Савек - гъркоманите.
В 1997 година по закона „Каподистрияс“ общината се слива с дем Валовища (Сидирокастро). От 1 януари 2011 година по закона „Каликратис“ селото става част от новия дем Синтика.
| Име      | Име         | Ново име    | Ново име    | Описание                                                                            |
| -------- | ----------- | ----------- | ----------- | ----------------------------------------------------------------------------------- |
| Кипарско | Κηπάρσκο    | Латомия     | Λατομεία    | ливади и ниви ЮЗ от Савяк между селото и Кюприя, от Кюприйско с делабиализация на ю |
| Дебелица | Ντεμπέλιστα | Хондротопос | Χονδρότοπος | местност З от Савяк                                                                 |
| Секулица | Σεκουλίτσα  | Фреар       | Φρέαρ       | хълмодолие З от Савяк                                                               |
| Савяко   | Σαβιάκο     | Орион       | Όριον       | хълм на СЗ от Савяк (79 m)                                                          |
| Кая      | Καγιά       | Врахос      | Βράχος      | възвишение на С от Савяк                                                            |

Преброявания
| Година | Мъже | Жени | Общо |
| ------ | ---- | ---- | ---- |
| 1913   | 593  | 586  | 1179 |
| 1920   | 290  | 305  | 595  |
| 1928   | 445  | 410  | 855  |
| 1940   | 581  | 572  | 1153 |
| 1951   | 618  | 667  | 1285 |
| 1961   |      |      | 1542 |
| 1971   |      |      | 1249 |
| 1981   |      |      | 1296 |
| 1991   |      |      | 1169 |
| 2001   |      |      | 1168 |

## Личности
Родени в Савяк
- Атанас Илиев, доброволец в четата на Иван Атанасов – Инджето през Сръбско-българската война в 1885 година[20]
- Георги Иванов Савеклията, четник на ВМОРО, ранен в двата крака и в рамото и заловен от османците в сражението при Баница на 4 май 1903 г., в което загива Гоце Делчев, към април 1904 година все още в Серския затвор,[21] към 1906 година свободен след амнистия[22]
- Димитър Божиков (1866 – 1954), български просветен деец и революционер
- Димитър Иванов, доброволец в четата на Иван Атанасов – Инджето през Сръбско-българската война в 1885 година[20]
- Динка Георгиева, доброволка в четата на Иван Атанасов – Инджето през Сръбско-българската война в 1885 година[23]
- Иван Козарев (1891 - 1923),[24] деец на ВМРО, убит от михайловисткото крило[25]
- Никола Митов, македоно-одрински опълченец, 1 рота на 9 велешка дружина[26]
- Стоян Божилов (Божиков, 1885 или 1889 – ?), македоно-одрински опълченец, четата на Георги Занков, 1 рота на 11 сярска дружина[27]
- Стоян Георгиев, доброволец в четата на Иван Атанасов – Инджето през Сръбско-българската война в 1885 година[20]
- Стоян Николов, македоно-одрински опълченец, четата на Георги Занков, носител на орден „За храброст“ IV степен[28]
- Стоян Христов (1869 или 1878 – ?), македоно-одрински опълченец, четата на Дончо Златков, 2 рота на 14 воденска дружина[29]
- Тодор Иванов (1872 – ?), македоно-одрински опълченец, 2 рота на 4 битолка дружина[30]
- Тодор Янев (1889 – ?), македоно-одрински опълченец, 1 рота на 11 сярска дружина[31]

Други
- Божидар Божиков (1900 - 1991), български просвете деец, по произход от Савяк
- Даниела Савеклиева (р. 1974), български политик, по произход от Савяк